# Ермера (район)
Ермера (тетум Ermera , порт. Ermera) — один з районів Східного Тимору. Адміністративний центр — місто Глену, розташований за 30 км на північний захід від столиці країни, Ділі. Межі району не змінилися з часів португальського панування.

## Географія
Розташований на заході центральної частини країни. Ермера — один з двох районів Східного Тимору, що не мають виходу до моря (другий — Айлеу). На півночі межує з районом Ликіса, на північному сході — з Ділі, на сході — з Айлеу, на південному сході — з Айнару, на заході — з Бобонару. Площа району становить 770,83 км².

## Населення
Населення району за даними на 2010 рік становить 117 064 чоловік; за даними на 2004 рік воно налічувало 103 199 осіб. Середня щільність населення — 151,87 чол./км². Середній вік населення — 17,2 років. 53,9 % населення вважає рідною мову мамбаї, 27,4 % — тетум і 17,7 % — кемак. За даними на 2004 рік 97,6 % населення Ермера складають католики; 1,7 % є преверженцев традиційних анімістичних вірувань, 0,5 % сповідують протестантизм і 0,1 % — іслам.

## Адміністративний поділ

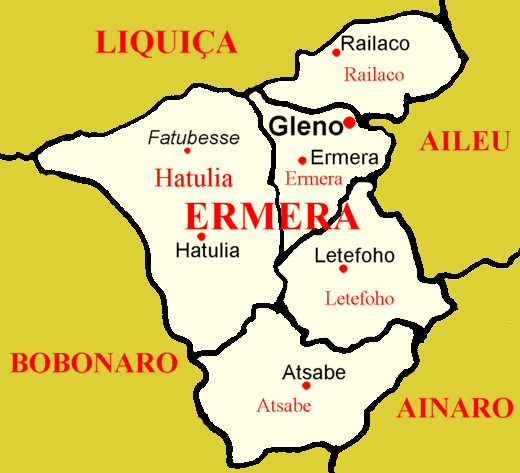
Aдміністратівноe поділ району

В адміністративному відношенні поділяється на 5 підрайонів:
| Підрайон | Населення, чол. (2010) | Площа, км² |
| -------- | ---------------------- | ---------- |
| Атсабе   | 17 264                 | 167,90     |
| Ермера   | 33 530                 | 93,68      |
| Хатулья  | 34 999                 | 274,42     |
| Летефоху | 20 887                 | 129,09     |
| Райлаку  | 10 384                 | 105,73     |

## Галерея

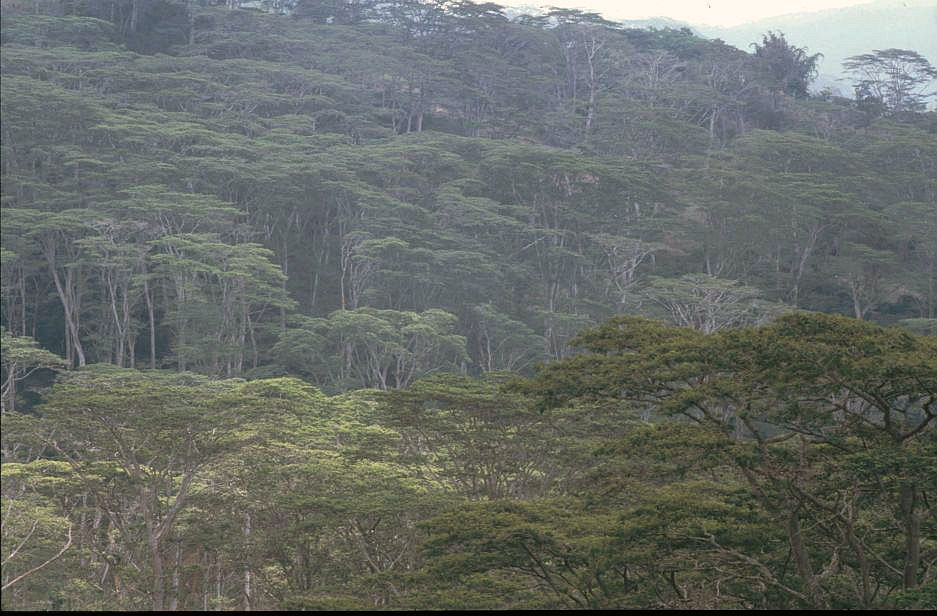
Ліси в районі Ермера
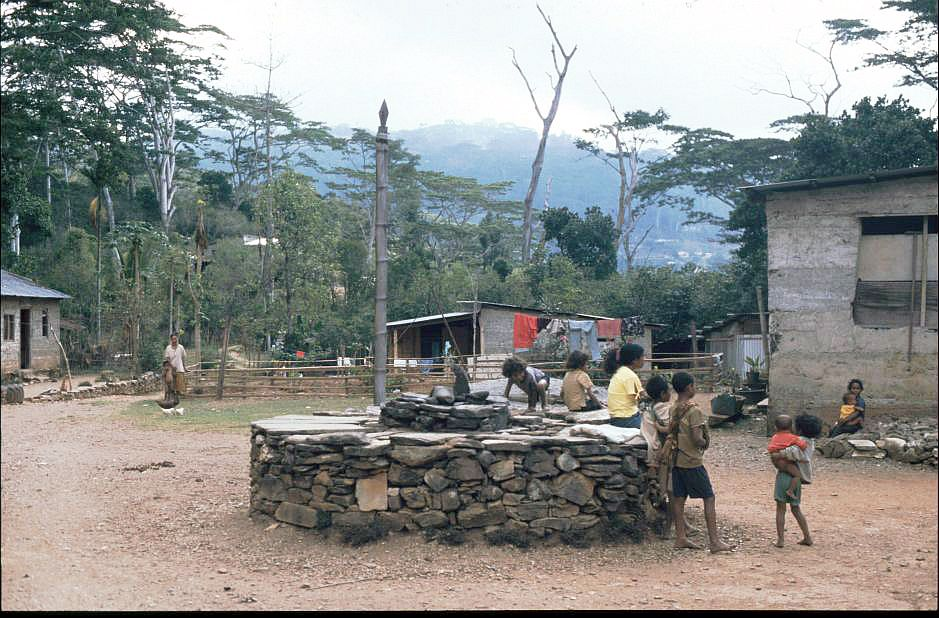
Жертовник в селі Мертуту
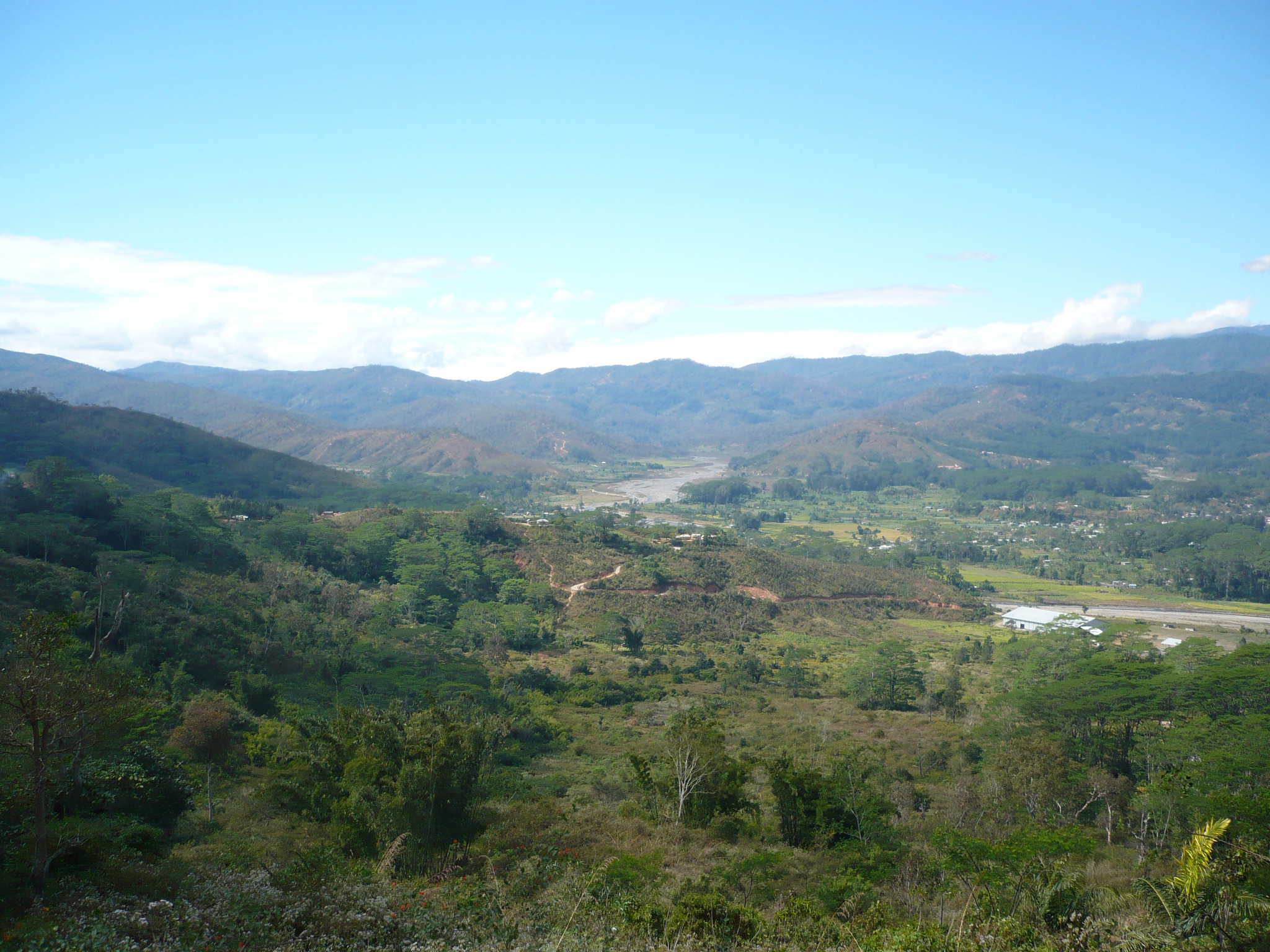
Вид на місто Глену
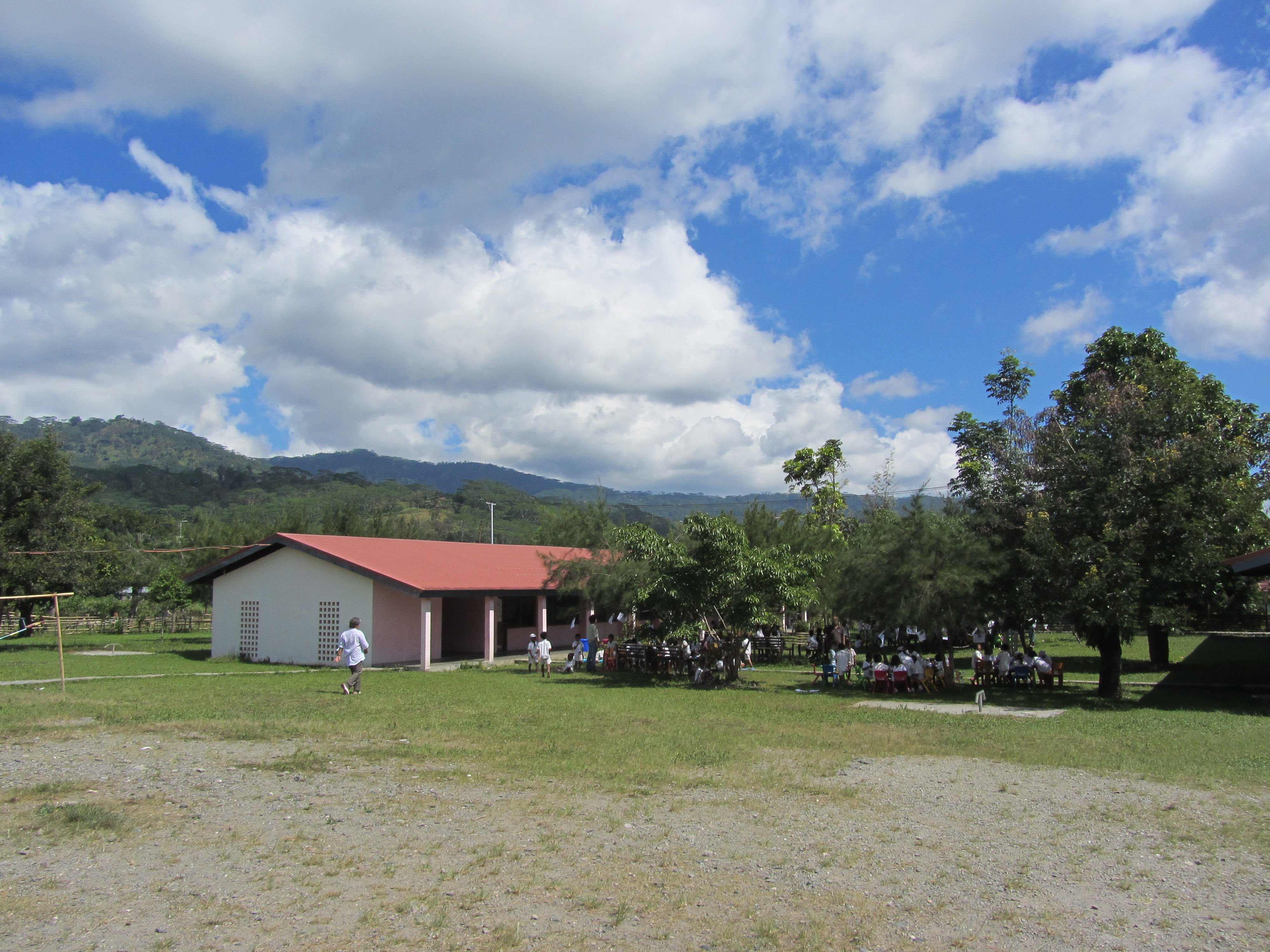
Школа в Глену